# Marvin Friedrich
Marvin Friedrich (Kassel, 13 de dezembro de 1995) é um futebolista profissional alemão que atua zagueiro. Atualmente, joga pelo Borussia Mönchengladbach.

## Carreira
Em 2011, Friedrich ingressou na academia de jovens do Schalke 04. Ele estreou na Bundesliga em 13 de setembro de 2014 contra o Borussia Mönchengladbach em uma derrota fora por 4–1.[carece de fontes?]
Em 17 de junho de 2016, foi anunciado que Friedrich havia ingressado em Augsburg em um contrato de três anos.[carece de fontes?]
Em janeiro de 2018, Friedrich mudou-se para o Union Berlin por um contrato de dois anos e meio até o verão de 2021. Augsburg garantiu uma opção para assinar novamente Friedrich  e, em maio de 2019, foi anunciado que o Augsburg havia resgatado a opção de volta por 1 milhão de euros apenas para vendê-lo de volta ao Union Berlin por aspectos financeiros.  Em 5 de julho de 2019, Friedrich retornou ao Union Berlin em um contrato permanente de contrato de três anos por 2,5 milhões de euros.[carece de fontes?]